# C. Johan Masreliez
Pour les articles homonymes, voir Masreliez.
C. Johan Masreliez, né le 15 avril 1939 à Stockholm en Suède, est un physicien théoricien, ingénieur industriel, et entrepreneur suédo-américain qui contribue à la statistique robuste notamment grâce au théorème de Masreliez. Il réside à Seattle, États-Unis.

## Biographie
Masreliez est né à Stockholm, puis termine ses études au gymnasium de «Nya Elementar" Åkeshov à Bromma, des études de génie physique commencées en 1959 à l'Institut royal de technologie de Stockholm, où il obtient une maîtrise en physique technique en 1963.

### Ingénieur
Il travaille ensuite pour quelques sociétés suédoises, notamment Atlas Copco. Ensuite, il émigre aux États-Unis en 1967 pour travailler à l'usine Boeing à Everett. 

### Carrière universitaire et industrielle
Pendant ce temps chez Boeing il participe à des études supérieures au département de génie électrique de l’université de Washington sous la tutelle de R. Douglas Martin et en 1972, il obtient un doctorat en physique. Après deux ans d’enseignement et de recherches à l’université, il développe le Théorème de Masreliez.
Quelques années de plus chez Honeywell Marine Systems en tant qu’inventeur et entrepreneur, puis il fonde sa propre société qu’il gère avec son épouse pendant dix-huit ans, avec des brevets obtenus pour diverses inventions.

### Astrophysique théorique
À présent, comme chercheur indépendant depuis une quinzaine d’années (2010), il se spécialise dans les aspects fondamentaux de la physique et de la cosmologie. Il élabore le modèle dit Cosmos à expansion d'échelle, une cosmologie non standard.
« La théorie du cosmos à expansion d’échelle pourrait bien porter le coup de grâce à ce séduisant modèle mis à mal par les dernières observations astronomiques. Une théorie qui, en supplantant le paradigme de la physique moderne, pourrait changer radicalement notre vision du monde. »
Sa théorie, qui a été vérifiée en particulier en proposant des solutions au phénomène des variations séculaires des orbites planétaires et à l'Anomalie Pioneer, en dépit du fait qu’il propose des solutions simples à la matière noire, à l'énergie noire et à l'inertie, n'a attiré que peu d'intérêt dans la communauté scientifique de l'Ouest. Sa cosmologie, en revanche, a recueilli plus de succès en Russie, et une monographie complète à son sujet par l'Académie des sciences de Russie a été publiée en 2015.

### Publications populaires
- Masreliez, C.J., The Expanding Spacetime Theory : A Coherent Worldview from Cosmology to Quantum, Nu Inc., Corvallis, OR, U.S.A.  (2000).   (ISBN 0-966-58441-4)
- Interview (juillet 2006) en RadioNexus (versión a la radio internet de la revue Nexus Magazine). program 24
- Masreliez, C.J., Does Cosmological Scale Expansion Explain the Universe?, Physics Essays (2006)
  - Does Cosmological Scale Expansion Explain the Universe? Full text with introduction by Sepp Hasslberger.
- C. Johan Masreliez; The Progression of Time - How expanding space and time forms and powers the universe, Amazon, Createspace Impression à la demande, 345 p. (novembre 2012).    (ISBN 1-456-57434-5).

### Publications scientifiques
- R.D. Martin and C.J. Masreliez. Robust estimation via stochastic approximation.  IEEE Trans. Inform. Theory (1975), 21(263-271).
- Information, de Smithsonian/NASA Astrophysics Data System (ADS)
- Марелье; ТЕЧЕНИЕ ВРЕМЕНИ  Новые физические идеи, Académie des sciences de Russie (2015), 260 р.  (ISBN 978-5-906-78248-9)